# Madrid Deep Space Communications Complex

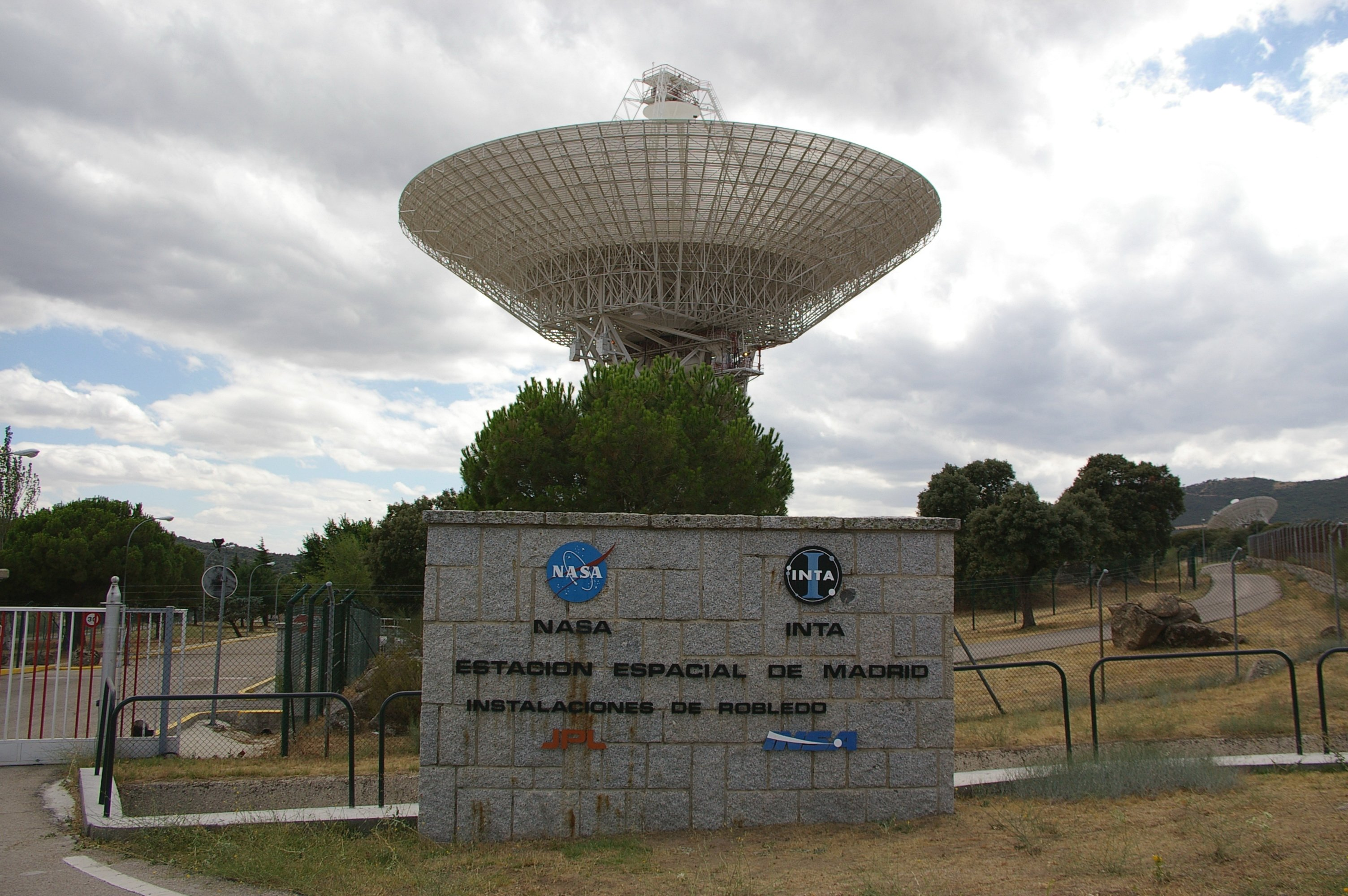
Imagem mostrando uma antena de 70 metros localizada dentro do complexo.

O Madrid Deep Space Communications Complex (MDSCC) é uma estação terrestre de comunicação espacial localizada em Robledo de Chavela, na Espanha. É operado pela NASA (Administração Nacional da Aeronáutica e Espaço dos Estados Unidos) e pelo INTA (Instituto Nacional de Técnica Aeroespacial da Espanha).
A estação contribui para a capacidade do Deep Space Network - rede de comunicação espacial operada pela NASA.  Este complexo é um dos três complexos do Deep Space Network em todo o mundo, os outros dois são o Goldstone Deep Space Communications Complex localizado em Barslow, Califórnia, Estados Unidos, e o Deep Space Communications Complex na Austrália, que fica perto da cidade de Canberra.
O complexo tem cinco antenas, chamadas de DSS-54, DSS-55, DSS-63, DSS-65 e DSS-66.